# Handdoekautomaat

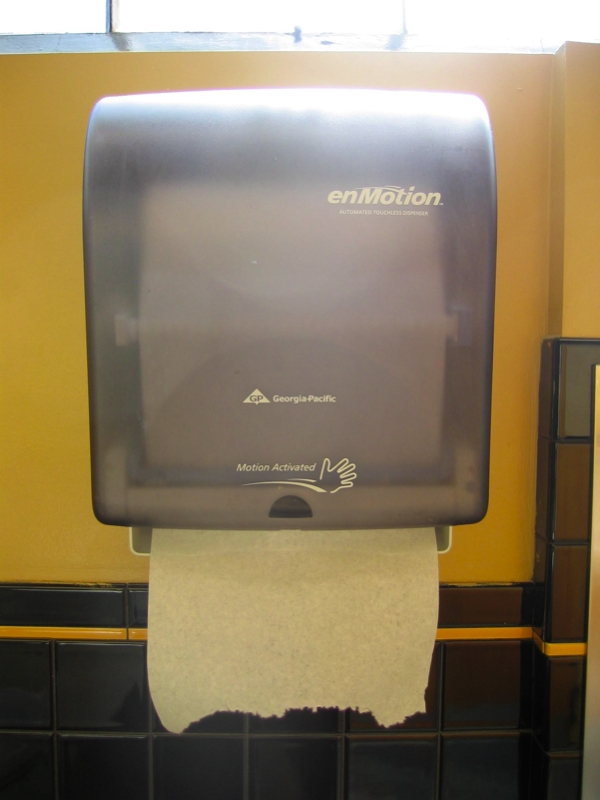
Een elektronische handdoekautomaat met papieren handdoeken.

Een handdoekautomaat is een apparaat dat handdoeken levert om de handen mee te drogen.
Er bestaan twee varianten van de handdoekautomaat.
- Een waarbij een doek is opgerold en er telkens als aan de doek getrokken wordt een nieuw stuk doek tevoorschijn komt om de handen mee af te drogen.
- Een waarbij er in plaats van een doek gebruikgemaakt wordt van papier. Er bestaan varianten waar papieren handdoeken op een zigzag-manier zijn opgevouwen, zodat er bij het pakken van een papieren handdoek automatisch een nieuwe mee naar buiten wordt getrokken. Er bestaan ook elektrische varianten waarbij een papieren handdoek opgerold zit. Als er voorlangs wordt bewogen, komt er een stuk papieren handdoek naar buiten dat daarna kan worden afgescheurd.

Handdoekautomaten zijn veelal te vinden in (openbare) toiletten. Als de handdoeken in de automaat zijn opgebruikt, dan moeten deze worden bijgevuld of ververst.